# Спейл, Рудольф
Рудольф Спейл (англ. Rudolph Speil; 1850, Германия — 10 июня 1925, Толидо, штат Огайо) — американский музыкант германского происхождения.
Впервые упоминается в 1874 году как виолончелист, участвовавший в выступлении фортепианного трио в Детройте. С этим городом связаны последующие 20 лет работы Спейла. Он выступал как виолончелист и флейтист с оркестром под управлением Фредерика Абеля, дирижировал оркестром Детройтского оперного театра на различных концертных площадках Детройта и в парке Бель-Айл, руководил также духовыми оркестрами (и во главе одного из них в 1882 году выиграл конкурс духовых оркестров штата Мичиган). В 1887 году Спейл стал первым главным дирижёром новосозданного Детройтского симфонического оркестра, открыв 19 декабря первый для коллектива сезон исполнением Второй симфонии Людвига ван Бетховена и нескольких мелких пьес разных авторов. Оркестр давал четыре концерта за сезон и испытывал хронические трудности с финансированием, а реакция городской прессы на его выступления, начавшись с восторженной, неуклонно ухудшалась, и весной 1894 года Спейл ушёл в отставку. В том же году вместе с Марком Кейнтцем основал новый духовой оркестр, с которым выступал в Детройте ещё несколько лет. После этого перебрался в Толидо, где на рубеже 1890—1900-х гг. концертировал как виолончелист в составе Толидского филармонического трио.
Автор ряда камерных сочинений, опубликованных в 1880—1890-е гг.
Брат, Эмиль Спейл (1856—1923) — также музыкант, преподавал флейту и корнет в Детройтской консерватории, затем руководил консерваторией во Флинте.